# Marcel Brillouin
Louis "Marcel" Brillouin (19 de desembre de 1854 - 16 de juny de 1948) fou un físic i matemàtic francès que realitzà una gran contribució al desenvolupament de la mecànica quàntica.
Nascut en Melle, Deux-Sèvres, França, son pare fou un pintor que es va traslladar a París quan Marcel era un xiquet. Allí va assistir al Lycée Condorcet. La família Brillouin va tornar a Melle durant la Guerra Franco-prussiana de 1870. Allí va aprendre molt dels llibres de filosofia del seu avi. Després de la guerra, va tornar a París i va ingressar a la École Normale Supérieure en 1874 per a graduar-se en 1878. Es va convertir en físic adjunt en el Collège de France, mentre que al mateix temps treballava per al seu doctorat en matemàtica i física, el qual obtení en 1881. Després Brillouin va mantenir llocs successius com a professor adjunt de física en les universitats de Nancy, Dijon i Tolosa de Llenguadoc abans d'anar a l'École Normale Supérieure de París en 1888. Després, fou Professor de Física Matemàtica en el Collège de France de 1900 a 1931.
Durant la seua carrera va ser autor de prop de 200 papers teòrics i experimentals en una gran escala de temes que inclouen teoria cinètica dels gasos, viscositat, termodinàmica, electricitat i la física de condicions foses. Com treballs més destacats podem nomenar:
- construir un nou model del balanç d'Eötvös,
- escriure sobre el moviment Helmholtz i l'estabilitat d'un avió,
- treballar en l'estructura atòmica del model atòmic de Niels Bohr. Els seus resultats van ser més tard usats per De Broglie i Schrödinger,
- treballar en una teoria de la marea.

Son fill Léon Brillouin, també va tenir una carrera prominent en la física.